# Emoia longicauda
Emoia longicauda — вид сцинкоподібних ящірок родини сцинкових (Scincidae). Мешкає в Австралії, Індонезії і Папуа Новій Гвінеї.

## Поширення і екологія
Emoia longicauda мешкають на Новій Гвінеї (широко поширені на півдні острова та зустрічаються в прибережних районах на сході і півночі острова, зокрема в горах Торрічеллі), на островах Ару, Кей і Каркар, на островах Місіма, Вудларк і Россель в архіпелазі Луїзіада, на островах Норманбі і Фергюссон в групі островів Д'Антркасто, на островах Торресової протоки та на півострові Кейп-Йорк на півночі Квінсленду. Вони живуть у вологих тропічних лісах, на узліссях і галявинах, у вторинних лісах, чагарникових заростях і садах. Зустрічаються на висоті до 1500 м над рівнем моря. Ведуть деревний спосіб життя.